# El Dorado (1966)
El Dorado (bra/prt: El Dorado) é um filme estadunidense de 1966, do gênero western, dirigido por Howard Hawks, com roteiro de Leigh Brackett baseado no romance The Stars in Their Courses, de Harry Peter M'Nab Brown.

## Sinopse
Pistoleiro ajuda seu amigo, um xerife alcoólatra, a defender um pobre rancheiro dos achaques dos capangas de um fazendeiro ambicioso.

## Elenco
- John Wayne ..... Cole Thornton
- Robert Mitchum ..... Xerife J.P. Harrah
- James Caan ..... Alan Bourdillion Traherne ("Mississippi")
- Arthur Hunnicutt ..... Bull Harris
- Charlene Holt ..... Maudie
- Michele Carey ..... Josephine 'Joey' MacDonald
- Edward Asner ..... Bart Jason
- Christopher George ..... Nelse McLeod
- R. G. Armstrong ..... Kevin MacDonald
- Paul Fix ..... Dr. Miller
- Jim Davis ..... Jim Purves
- Olaf Wieghorst ..... "Sueco" Larsen